# Schloss Hohenliebenthal

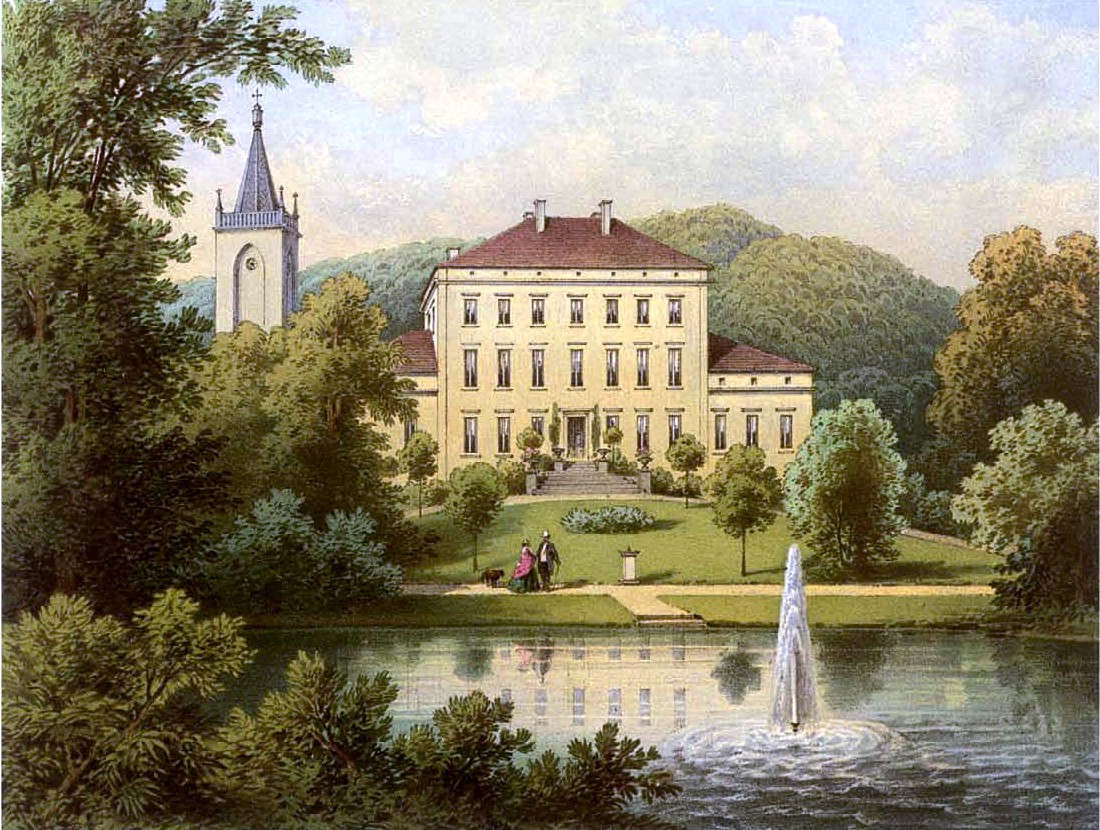
Schloss Hohenliebenthal, Sammlung Duncker

Schloss Hohenliebenthal (polnisch Pałac w Lubiechowej) ist ein Schlossgebäude in Lubiechowa (Hohenliebenthal) in der Landgemeinde Świerzawa (Schönau an der Katzbach) im Powiat Złotoryjski  der Woiwodschaft Niederschlesien in Polen.

## Geschichte
Das Schloss wurde Anfang des 16. Jahrhunderts für die Dachs von Polsnitz erbaut. Erhebliche Veränderungen erfolgten Mitte des 19. Jahrhunderts. Eigentümer waren zeitweilig die von Zedlitz und von Küster. Das Schloss überstand unzerstört den Zweiten Weltkrieg. Es verfiel nach 1990 zusehends. Im Jahre 2013 erwarb das Schlossareal der jetzige Eigentümer. Nach umfangreicher Instandsetzung erfolgte 2021 die Eröffnung als Schlosshotel. 
Der Bau trägt ein Walmdach, dessen Dachstuhl vermutlich aus der Bauzeit des 16. Jahrhunderts stammt, und hat für die Bauzeit typische Spitz- und Schulterbogengewände im Gebäudeinneren. Die heutige Außenansicht entspricht der bildlichen Überlieferung im Schlösserwerk von Alexander Duncker.